# Eruption: LA
Eruption: LA ist ein US-amerikanischer Katastrophenfilm aus dem Jahr 2018 von Sean Cain, der auch für das Drehbuch und den Filmschnitt verantwortlich war. Produziert wurde der Film von Anthony Fankhauser.

## Handlung
Josh Kendricks, ein Hobby-Geologe und beruflich Drehbuchautor, soll für ein Produktionsfilmstudio das Drehbuch eines neuen Katastrophenfilms verfassen. Schon bald wird Kat Rivers für die dortige Hauptrolle verpflichtet. Während er das Drehbuch schreibt, ereignen sich erste Erdbeben in Los Angeles.
Als die Erde unter den Füßen der Bewohner zerbröckelt und Lava an einigen Stellen an die Oberfläche tritt, wird Josh persönlicher Ehrgeiz geweckt und aufgrund seiner Kenntnisse in der Geologie fühlt er sich dazu fähig, das Problem zu lösen. Tatsächlich ist die San-Andreas-Verwerfung instabil und die Erdbeben gehen von dort aus. Gemeinsam mit Kat sucht er daher Professor Irwin, einen Spezialisten über Plattentektonik, damit dieser ihnen hilft.
Mit ihren Lösungsansätzen konfrontieren sie den Bürgermeister Jones, der ihnen aber skeptisch gegenübertritt.

## Hintergrund
Der Film wurde in Los Angeles realisiert.

## Rezeption
„Ein Science-Fiction-Trashfilm, der sich zu keiner Zeit ernst nimmt, allerdings auch wenige Ideen hat, die unterhaltsam wirken könnten. Die Albernheit von Konzept und Effekten wird durch formale und darstellerische Hilflosigkeit eher noch hervorgehoben.“

„Kopf ausschalten, Bier aufreißen und wiehern!“